# 维尔朗吉 (涅夫勒省)
维尔朗吉（法語：Ville-Langy）是法国涅夫勒省的一个市镇，属于讷韦尔区（Nevers）圣伯南达齐县（Saint-Benin-d'Azy）。该市镇总面积26.86平方公里，2009年时的人口为289人。

## 人口
维尔朗吉人口变化图示